# Planai (pista sciistica)
La Planai è una pista sciistica situata a Schladming, in Austria. Sul pendio, che si snoda sul monte omonimo, si svolgono annualmente gare di slalom speciale in notturna della Coppa del Mondo di sci alpino.
Sulla Planai si sono disputate anche le competizioni di due edizioni dei Mondiali di sci alpino, nel 1982 e nel 2013.

## Albo d'oro
Di seguito sono riportati i risultati delle gare di Coppa del Mondo che si sono tenute sulla Planai.

### Uomini

#### Discesa libera
| Data             | Competizione         | Primo             | Secondo          | Terzo           |
| ---------------- | -------------------- | ----------------- | ---------------- | --------------- |
| 22 dicembre 1973 | Coppa del Mondo 1974 | Franz Klammer     | Roland Collombin | Bernhard Russi  |
| 1975             | non disputata        | non disputata     | non disputata    | non disputata   |
| 20 dicembre 1975 | Coppa del Mondo 1976 | Dave Irwin        | Klaus Eberhard   | Herbert Plank   |
| 1977-1978        | non disputate        | non disputate     | non disputate    | non disputate   |
| 10 dicembre 1978 | Coppa del Mondo 1979 | Ken Read          | Dave Murray      | Vladimir Makeev |
| 1980-1983        | non disputate        | non disputate     | non disputate    | non disputate   |
| 10 dicembre 1983 | Coppa del Mondo 1984 | Erwin Resch       | Harti Weirather  | Steve Podborski |
| 1985             | non disputata        | non disputata     | non disputata    | non disputata   |
| 31 dicembre 1985 | Coppa del Mondo 1986 | Peter Wirnsberger | Peter Müller     | Erwin Resch     |
| 1987             | non disputata        | non disputata     | non disputata    | non disputata   |
| 20 gennaio 1988  | Coppa del Mondo 1988 | Pirmin Zurbriggen | Franz Heinzer    | Peter Dürr      |
| 1989             | non disputata        | non disputata     | non disputata    | non disputata   |
| 11 gennaio 1990  | Coppa del Mondo 1990 | Franck Piccard    | Kristian Ghedina | Daniel Mahrer   |

#### Supergigante
| Data             | Competizione         | Primo             | Secondo            | Terzo              |
| ---------------- | -------------------- | ----------------- | ------------------ | ------------------ |
| 26 dicembre 1988 | Coppa del Mondo 1989 | Pirmin Zurbriggen | Franck Piccard     | Leonhard Stock     |
| 1990-1997        | non disputate        | non disputate     | non disputate      | non disputate      |
| 10 gennaio 1998  | Coppa del Mondo 1998 | Hermann Maier     | Stephan Eberharter | Luca Cattaneo      |
| 11 gennaio 1998  | Coppa del Mondo 1998 | Hermann Maier     | Andreas Schifferer | Stephan Eberharter |
| 9 gennaio 1999   | Coppa del Mondo 1999 | Hermann Maier     | Rainer Salzgeber   | Hans Knauß         |

#### Slalom gigante
| Data            | Competizione         | Primo                 | Secondo              | Terzo             |
| --------------- | -------------------- | --------------------- | -------------------- | ----------------- |
| 9 dicembre 1978 | Coppa del Mondo 1979 | Ingemar Stenmark      | Peter Lüscher        | Leonardo David    |
| 1980            | non disputata        | non disputata         | non disputata        | non disputata     |
| 8 gennaio 1981  | Coppa del Mondo 1981 | Ingemar Stenmark      | Hans Enn             | Jean-Luc Fournier |
| 1982-1984       | non disputate        | non disputate         | non disputate        | non disputate     |
| 8 gennaio 1985  | Coppa del Mondo 1985 | Thomas Bürgler        | Marc Girardelli      | Martin Hangl      |
| 1986-1987       | non disputate        | non disputate         | non disputate        | non disputate     |
| 30 gennaio 1988 | Coppa del Mondo 1988 | Rudolf Nierlich       | Hubert Strolz        | Günther Mader     |
| 1989-2022       | non disputate        | non disputate         | non disputate        | non disputate     |
| 25 gennaio 2023 | Coppa del Mondo 2023 | Loïc Meillard         | Gino Caviezel        | Marco Schwarz     |
| 23 gennaio 2024 | Coppa del Mondo 2024 | Marco Odermatt        | Manuel Feller        | Žan Kranjec       |
| 28 gennaio 2025 | Coppa del Mondo 2025 | Alexander Steen Olsen | Henrik Kristoffersen | Marco Odermatt    |

#### Slalom speciale
| Data             | Competizione         | Primo                | Secondo               | Terzo                                |
| ---------------- | -------------------- | -------------------- | --------------------- | ------------------------------------ |
| 21 dicembre 1975 | Coppa del Mondo 1976 | Hans Hinterseer      | Ingemar Stenmark      | Piero Gros                           |
| 1977-1989        | non disputate        | non disputate        | non disputate         | non disputate                        |
| 12 gennaio 1990  | Coppa del Mondo 1990 | Armin Bittner        | Michael Tritscher     | Konrad Kurt Ladstätter Tetsuya Okabe |
| 1991-1996        | non disputate        | non disputate        | non disputate         | non disputate                        |
| 30 gennaio 1997  | Coppa del Mondo 1997 | Alberto Tomba        | Thomas Stangassinger  | Sébastien Amiez                      |
| 08 gennaio 1998  | Coppa del Mondo 1998 | Alberto Tomba        | Thomas Sykora         | Hans Petter Buraas                   |
| 7 gennaio 1999   | Coppa del Mondo 1999 | Benjamin Raich       | Pierrick Bourgeat     | Kjetil André Aamodt                  |
| 9 marzo 2000     | Coppa del Mondo 2000 | Mario Matt           | Ole Kristian Furuseth | Thomas Stangassinger                 |
| 23 gennaio 2001  | Coppa del Mondo 2001 | Benjamin Raich       | Hans Petter Buraas    | Mitja Kunc                           |
| 22 gennaio 2002  | Coppa del Mondo 2002 | Bode Miller          | Jean-Pierre Vidal     | Ivica Kostelić                       |
| 28 gennaio 2003  | Coppa del Mondo 2003 | Kalle Palander       | Benjamin Raich        | Hans Petter Buraas                   |
| 27 gennaio 2004  | Coppa del Mondo 2004 | Benjamin Raich       | Manfred Mölgg         | Kalle Palander                       |
| 25 gennaio 2005  | Coppa del Mondo 2005 | Manfred Pranger      | Benjamin Raich        | André Myhrer                         |
| 24 gennaio 2006  | Coppa del Mondo 2006 | Kalle Palander       | Akira Sasaki          | Benjamin Raich                       |
| 30 gennaio 2007  | Coppa del Mondo 2007 | Benjamin Raich       | Jens Byggmark         | Mario Matt                           |
| 22 gennaio 2008  | Coppa del Mondo 2008 | Mario Matt           | Jean-Baptiste Grange  | Manfred Mölgg                        |
| 27 gennaio 2009  | Coppa del Mondo 2009 | Reinfried Herbst     | Manfred Pranger       | Ivica Kostelić                       |
| 26 gennaio 2010  | Coppa del Mondo 2010 | Reinfried Herbst     | Silvan Zurbriggen     | Manfred Pranger                      |
| 25 gennaio 2011  | Coppa del Mondo 2011 | Jean-Baptiste Grange | André Myhrer          | Mattias Hargin                       |
| 24 gennaio 2012  | Coppa del Mondo 2012 | Marcel Hirscher      | Stefano Gross         | Mario Matt                           |
| 2013             | non disputata        | non disputata        | non disputata         | non disputata                        |
| 28 gennaio 2014  | Coppa del Mondo 2014 | Henrik Kristoffersen | Marcel Hirscher       | Felix Neureuther                     |
| 27 gennaio 2015  | Coppa del Mondo 2015 | Aleksandr Chorošilov | Stefano Gross         | Felix Neureuther                     |
| 26 gennaio 2016  | Coppa del Mondo 2016 | Henrik Kristoffersen | Marcel Hirscher       | Aleksandr Chorošilov                 |
| 24 gennaio 2017  | Coppa del Mondo 2017 | Henrik Kristoffersen | Marcel Hirscher       | Aleksandr Chorošilov                 |
| 23 gennaio 2018  | Coppa del Mondo 2018 | Marcel Hirscher      | Henrik Kristoffersen  | Daniel Yule                          |
| 29 gennaio 2019  | Coppa del Mondo 2019 | Marcel Hirscher      | Alexis Pinturault     | Daniel Yule                          |
| 28 gennaio 2020  | Coppa del Mondo 2020 | Henrik Kristoffersen | Alexis Pinturault     | Daniel Yule                          |
| 26 gennaio 2021  | Coppa del Mondo 2021 | Marco Schwarz        | Clément Noël          | Alexis Pinturault                    |
| 25 gennaio 2022  | Coppa del Mondo 2022 | Linus Straßer        | Atle Lie McGrath      | Manuel Feller                        |
| 24 gennaio 2023  | Coppa del Mondo 2023 | Clément Noël         | Ramon Zenhäusern      | Lucas Braathen                       |
| 24 gennaio 2024  | Coppa del Mondo 2024 | Linus Straßer        | Timon Haugan          | Clément Noël                         |
| 29 gennaio 2028  | Coppa del Mondo 2025 | Timon Haugan         | Manuel Feller         | Fabio Gstrein                        |

### Donne

#### Slalom speciale
| Data            | Competizione         | Prima            | Seconda      | Terza     |
| --------------- | -------------------- | ---------------- | ------------ | --------- |
| 11 gennaio 2022 | Coppa del Mondo 2022 | Mikaela Shiffrin | Petra Vlhová | Lena Dürr |